# Máirtín O'Díreáin
Máirtín Ó Direáin (Sruthán, illes Aran, comtat de Galway, 1910 - 1988) fou un poeta en gaèlic irlandès.
Era fill d'un petit agricultor d'una zona de parla gaèlica. Fou funcionari de correus del 1928 al 1975, i secretari de la Lliga Gaèlica al comtat de Galway. És autor d'una extensa obra poètica.

## Obres
- Rogha Dánta (1949)
- Ó Mórna agus Dánta Eile (1957)
- Ar Ré Dhearóil (1962)
- Cloch Choirnéil (1967)
- Crainn is Cairde (1970)
- Dánta 1939-79 (1980)
- Ceacht an Éin (1984)
- Béasa an Túir (1984)
- Tacar Dánta/Selected Poems (1984)
- Craobhóg: Dán (1986)
- Feamainn Bhealtaine (1961) assaigs autobiogràfics